# Корозійна стійкість
Корозі́йна сті́йкість або корозі́йна три́вкість — здатність матеріалу чинити опір корозійній дії середовища, що характеризується швидкістю корозії в даних умовах.

## Методи оцінювання
Швидкість корозії — кількість металу, що перетворюється в продукти корозії з одиниці поверхні за одиницю часу.
Для оцінки швидкості корозії використовуються як якісні, так і кількісні характеристики. Зміна зовнішнього вигляду поверхні металу, зміна його мікроструктури є прикладами якісної оцінки швидкості корозії. Для кількісної оцінки можна використовувати:
- час, що минув до появи першого осередку корозії;
- число осередків корозії, що утворилися за певний проміжок часу;
- зменшення товщини матеріалу в одиницю часу;
- зміна маси металу, віднесена до одиниці поверхні за одиницю часу;
- об'єм газу, що виділився (або поглинувся) в ході корозії віднесений до одиниці поверхні за одиницю часу;
- густина електричного струму, що відповідає інтенсивності даного корозійного процесу;
- зміна якоїсь властивості за певний час корозії (наприклад, електричного опору, світловідбивної здатності матеріалу, механічних властивостей).

Коефіцієнт корозійної стійкості — відношення межі міцності взірців, що тужавіли в агресивному середовищі до межі міцності одночасно випробуваних взірців, які тужавіли у прісній воді.
Методи визначення корозійної стійкості суттєво залежать від виду корозії:
| Вид корозії              | Корозійний ефект | Швидкісний показник корозії               | Показник корозійної стійкості |
| ------------------------ | --- | ----------------------------------------- | --- |
| Суцільна корозія         | Глибина проникнення корозії                                                                                         | Лінійна швидкість корозії                 | Час проникнення корозії на допустиму (задану) глибину |
| Суцільна корозія         | Втрата маси на одиницю площі                                                                                        | Швидкість зменшення маси                  | Час до зменшення маси на допустиму (задану) величину |
| Корозія плямами          | Ступінь ураження поверхні                                                                                           |                                           | Час досягнення допустимого (заданого) ступеня ураження |
| Пітінгова корозія        | Максимальна глибина пітінгу                                                                                         | Максимальна швидкість проникнення пітінгу | Мінімальний час проникнення пітінгів на допустиму (задану) глибину |
| Пітінгова корозія        | Максимальний розмір поперечника пітінга в гирлі                                                                     |                                           | Мінімальний час досягнення допустимого (заданого) розміру поперечника пітінгу в гирлі                                                                                           |
| Пітінгова корозія        | Ступінь ураження поверхні пітінгами                                                                                 |                                           | Час досягнення допустимого (заданого) ступеня ураження |
| Міжкристалітна корозія   | Глибина проникнення корозії                                                                                         | Швидкість проникнення корозії             | Час проникнення на допустиму (задану) глибину |
| Міжкристалітна корозія   | Зниження механічних властивостей (відносного подовження, звуження, ударної в'язкості, границі міцності при розтягу) |                                           | Час зниження механічних властивостей до допустимого (заданого) рівня |
| Корозійне розтріскування | Глибина (довжина) тріщин                                                                                            | Швидкість росту тріщин                    | Час до появи першої тріщини |
| Корозійне розтріскування | Зниження механічних властивостей (відносного подовження, звуження)                                                  |                                           | Час до руйнування зразка. Рівень безпечних напружень (умовна границя тривалої корозійної міцності). Граничний коефіцієнт інтенсивності напружень при корозійному розтріскуванні |
| Корозійна втома          | Глибина (довжина) тріщин                                                                                            | Швидкість росту тріщин                    | Кількість циклів до руйнування зразка. Умовна границя корозійної втоми. Граничний коефіцієнт інтенсивності напружень при корозійній втомі                                       |

До заходів по підвищенню корозійної стійкості відносять: антикорозійні металеві покриття, використання протекторних (анодного і катодного) методів захисту, покриття фарбами, лаками, виготовлення деталей із корозієстійких матеріалів (нержавіючі сталі, пластмаси тощо).